# Раскол Голландской реформатской церкви 1886 года
Раскол Голландской реформатской церкви 1886 года, также известный как Doleantie (от латинского dolere, «чувствовать печаль») — церковный раскол в Голландской реформатской церкви (Nederlands Hervormde Kerk), который произошел в 1886 году и был возглавлен известным служителем Авраамом Кёйпером. Раскол «Долеанти» был не первым расколом в Голландской реформатской церкви. Другой раскол, Сецессия 1834 года (Afscheiding van 1834), привел к образованию Христианской реформатской церкви Нидерландов (Christelijke Gereformeerde Kerk in Nederland).

## История раскола
В 1885 году начались первые шаги к расколу в Голландской реформатской церкви. Кайпер и его сторонники подали жалобу на либерализацию церковной практики. Их протест не нашел широкой поддержки. Зимой 1885—1886 годов призывы к отделению усилились среди консервативных общин. Большинство из них находились в районе Велюве и других частях современного Голландского библейского пояса.
Котвейк стала первой общиной, которая отделилась. 7 февраля 1886 года она назначила священника, окончившего Свободный университет Амстердама, без ожидания разрешения от своих руководителей. На следующий день община в Вортхёйзене последовала её примеру.
Отделившиеся общины создали Нижненемецкую реформатскую церковь, известную как Долеренде (Nederduits Gereformeerde Kerk (Dolerende)). До 1816 года официальное название этой церкви было Nederduits Gereformeerde Kerk. Новое название подчеркивало, что отделившиеся церкви считают себя законными преемниками той, которая играла важную роль в Голландской Республике. Суффикс (Dolerende), означающий «те, кто чувствуют печаль», выражал неодобрение в адрес Голландской реформатской церкви.
В 1886 году Кёйпер и его сторонники захватили Новую церковь в Амстердаме. Это было здание, где размещался руководящий орган Реформатской церкви. Они хотели урегулировать конфликт из-за церковной собственности, который начался после правления Долианти. В июле того же года долеренденам пришлось смириться с судебным решением, которое было не в их пользу.
В 1892 году Nederduits Gereformeerde Kerken (Dolerende) и Христианская реформатская церковь в Нидерландах объединились, создав Реформатские церкви Нидерландов.